# チェダイト
チェダイト(Cheddite)は、1897年にBerges、Corbin etCie社のE.A. G. Streetによって発明され、20世紀初頭にフランスのオートサボアの街Cheddeで最初に製造された爆薬の総称。
スプレンゲル爆薬と密接に関連しているチェダイトは、芳香族ニトロ化合物(ニトロベンゼンやジニトロトルエンなど）と混合された高比率の無機塩素酸塩と、塩素酸塩の減速剤としての少量のパラフィンまたはヒマシ油で構成される。 いくつかの異なるタイプが作られ、それらは主に採石で使用された。 原料の入手可能性と製造プロセスの容易さから、第二次世界大戦中に占領下のポーランドで国内軍 (ポーランド)によって製造された最も一般的な爆発物(手榴弾) SidolówkaとFilipinkaに用いられた。
1970年代以降、チェダイトの名称はショットガンカートリッジ用のプライマーCXシリーズ（CX 50、CX 1000、CX 2000）の商品名に用いられている。  